# Černýš lesní
Černýš lesní (Melampyrum sylvaticum) je poloparazitická a slabě jedovatá jednoletá bylina z čeledi zárazovité. Kvete od června do září.

## Popis

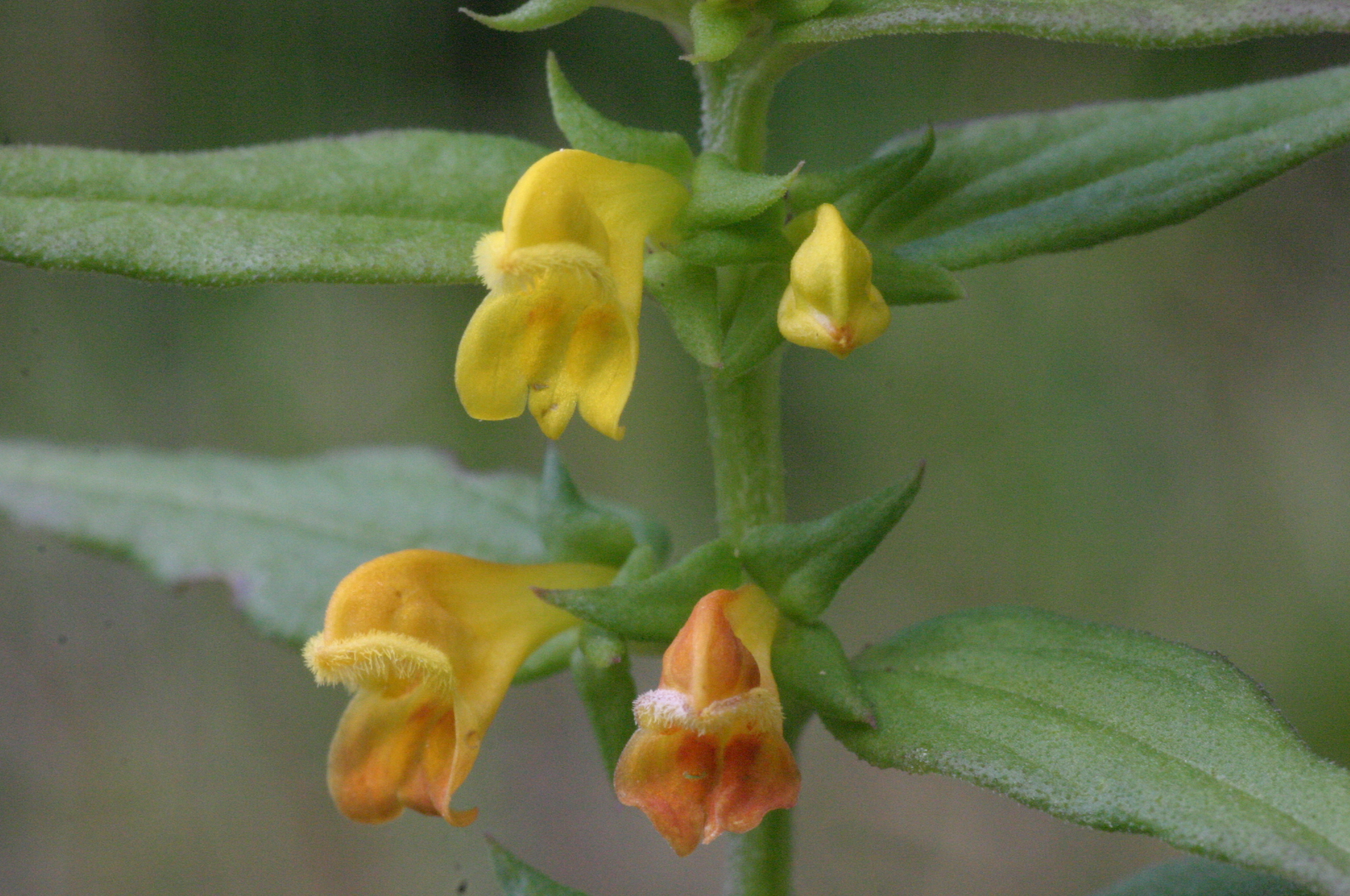
Detail květů černýše lesního

Černýš lesní je bylina s přímou lodyhou vysokou obvykle 10–40 cm. Listy jsou kopinaté. Květ je velký přibližně 1 cm. Květenstvím jsou řídké hrozny, koruna je zbarvená do žluta. Plodem je po obou stranách pukající tobolka. Semena jsou drobná, šíří se převážně pomocí anemochorie. Je poloparazitický, k hostitelské rostlině se přichycuje pomocí svých kořenů a odebírá jí živiny.

## Výskyt
Černýš lesní roste převážně ve střední a severní Evropě, a to i za polárním kruhem, ve Skandinávii a na severu Ruska, a v evropských pohořích. Vyskytuje se také na Britských ostrovech a na Islandu. Na jihu Evropy zcela chybí. V ČR je hojný na Šumavě a v Krušných horách, vyskytuje se od podhůří do hor, v nižších polohách je vzácnější nebo chybí úplně. Roste na vřesovištích, v lesích, na loukách a podél cest. V Algavských Alpách roste až do nadmořské výšky 1980 m n. m.